# Kekko Fornarelli
Kekko Fornarelli é um pianista e compositor italiano de música jazz. A música jazz, para ele, é uma maneira de contar histórias, emoções e situações. Ele quer criar músicas que sejam escutadas e observadas ao mesmo tempo, essa é a qualidade principal das obras dele.

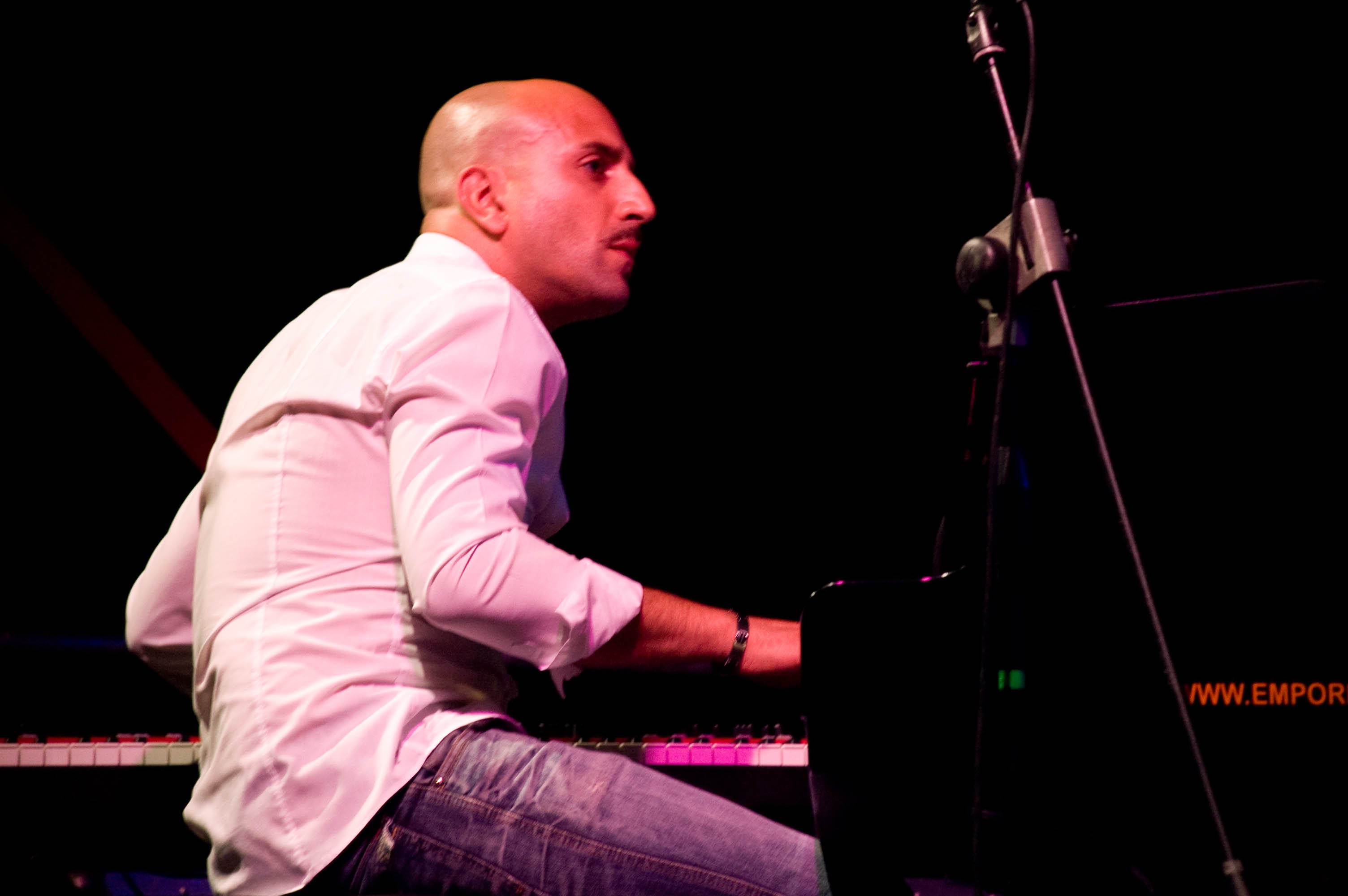

## Biografia
Francesco ”Kekko” Fornarelli nasceu em Bari no dia 10 de janeiro de 1978. Desde cedo, com três anos de idade, ele teve o primeiro contato com o piano, recebeu uma formação clássica, no começo de forma privada, logo depois no Conservatório Piccinni de Bari. Com dezoito anos de idade descobriu, por acaso o amor pelo jazz, que o absorveu totalmente e deixou  ele à procura continuada das relações com o instrumento, com a música, e do próprio estilo. Essa estrada levou  Fornarelli às viagens que o permitiram conhecer vários lugares da Europa e muitos artistas.
Em 2005 a Label Wide Sound lançou o primeiro disco “Circular Thought”, que os críticos afirmaram ser uma entre as melhores obras de jazz italianas daquele ano.
Mudou para França, onde morou até 2008, seguindo a procura musical com a parceria de vários artistas (Manhu Roche, Flavio Boltro e Rosario Giuliani) e produzindo o segundo disco "A French Man in New York" (Wide Sound/Egea) ; um trabalho inspirado e dedicado ao pianista francês Michel Petrucciani.
Em maio 2011 lançou um novo álbum “Room of Mirrors”, (AUAND Records/Egea), um trabalho inspirado por uma aula do grande músico sueco Esbjorn Svensson. Entre as várias formas de promoção há uma música do álbum chamada “Daily Jungle” que é apresentada por um videoclip irônico e original, o primeiro da história da música jazz, lançado em junho do 2011.
Os protagonistas do videoclip são os três músicos do projeto Kube: Kekko Fornarelli (piano), Gianlivio Liberti (bateria) e Luca Bulgarelli (baixo dobro).
O vídeo é totalmente realizado em uma web chat, dirigido e montado por Lorenzo Scaraggi.
A parceria com artistas internacionais Rosario Giuliani, Flavio Boltro, Michel Benita, Francesco Bearzatti, Luca Bulgarelli, Yuri Goloubev, Benjamin Henocq, Nicolas Folmer, Jerome Regard, Manhu Roche, Andy Gravish, Eric Prost, Marco Tamburini, Jean-Luc Rimey Meille, permitiram a Fornarelli afirmar a própria musicalidade e o próprio talento pela Europa inteira. Por esta razão o Fornarelli está sendo um dos músicos mais apreciados e queridos, e também pela capacidade de levar os profanos do jazz até a exploração desse gênero musical. As exibições deles são muitos  frequentes na Itália  e no exterior, e muito mais na França, pátria musical de adoção.

## Citações
“Enquanto existirem os músicos de mente aberta como o Fornarelli o jazz continuará sendo a música do mundo. A dele é uma intimidade cheia de melodias ricas e giros harmônicos que lembram as formas  delicadas do jazz moderno, trasladas por uma fineza solística e um toque pessoal, que o fazem o jovem pianista mais interessante dessa época.”(Paolo Fresu)
“Kekko Fornarelli é um pianista difícil de comparar com algum modelo: o estilo é seco e essencial, mas sabe ser  de repente complexo e nunca banal.Tem ótima formação antológica, mas sabe ser muito original. Na música dele se percebe uma modernidade quase cromossomática, uma sensação do tempo em todos os sentidos. Os particulares acordes musicais da musica dele, através de uma ótima capacidade descritiva, sabem contar histórias, evocam personagem; como uma trilha sonora de filmes imaginários, põem na música emoções para guardar, sensações para colocar entres as linhas do pentagrama” (Vincenzo Martorella, Jazzit).

## Discografia
- Circular Thought, 2005 (Wide)
- A French Man In New York,  2008 (Wide Sound)
- Room of Mirrors, 2011 (Auand Records)